# Maria Hueber
Marie ou Maria Hueber, née en 1653, morte en 1705, est une religieuse du Tyrol. Éducatrice des filles pauvres, elle fonde la première école gratuite pour filles dans le Tyrol, puis fonde les sœurs tertiaires franciscaines. Elle est déclarée vénérable par le pape François le 19 mars 2019.

## Biographie
Maria Hueber est née à Bressanone le 22 mai 1653. Bressanone ou Brixen, dans le Tyrol alors autrichien, est dans le nord-est de l'Italie actuelle. Maria Hueber grandit dans une famille modeste, et doit très jeune aider sa mère à la couture.
Elle quitte jeune le foyer familial et travaille successivement à Bressanone, à Bolzano, à Innsbruck et à Salzbourg, comme femme de ménage. Elle retourne à Bressanone pour s'occuper de sa mère âgée et malade. 
Après la mort de sa mère, attirée par l'idéal de la vie franciscaine, elle intègre à 24 ans le Tiers-Ordre franciscain. 
Maria Hueber veut enseigner aux filles pauvres, et fonde en 1700 à Bressanone la première école qui soit gratuite pour les filles dans le Tyrol. Elle mène une vie religieuse au sein du tiers-ordre franciscain, puis fonde la congrégation des Sœurs tertiaires de Saint François.
Elle meurt le 31 juillet 1705. Elle est enterrée à Bressanone dans l'église des Clarisses, à côté de l'entrée.

## Procédure de béatification
Lors de sa mort, Maria Hueber bénéficie d'une solide réputation de sainteté. Son procès en béatification est ouvert en 1996. 
Le dossier est ensuite transmis à Rome ; elle est déclarée « servante de Dieu ». Le 19 mars 2019, le pape François autorise la promulgation du décret reconnaissant l'« héroïcité » de ses vertus et la proclame ainsi « vénérable »,.
Après ce décret sur l'héroïcité des vertus, il faut la reconnaissance d'un miracle dû à l'intercession de Maria Hueber pour permettre sa béatification.